# Desmina
La desmina es una de las proteínas de tipo III de los filamentos intermedios del citoesqueleto intracelular en particular de células musculares, tanto estriadas como lisas. Se encuentra cerca de la línea Z de los sarcómeros de las miofibrillas musculares, funcionando como un soporte estructural. También participan en algunas uniones intercelulares (desmosomas) principalmente en las células musculares cardíacas. Fue purificada por primera vez en 1977, el gen fue caracterizado en 1989, y el primer ratón knockout fue creado en 1996. La desmina sólo se expresa en vertebrados, sin embargo, se han encontrado proteínas homólogas en otros organismos.

## Estructura
Es una proteína de 52kD que tiene tres dominios principales: un dominio central en hélice α que es constante, un dominio variable no-helicoidal en la cabeza, y una cola en el extremo C-terminal. La desmina, como todas las proteínas de los filamentos intermedios, pierden su polaridad cuando se ensamblan (sus dos extremos son iguales). El dominio central consiste en 308 aminoácidos con dos hélices α paralelas enrolladas entre sí formando un dímero y tres uniones que lo interrumpen. El dominio de la cabeza consiste en 84 aminoácidos con algunas argininas, serinas y residuos aromáticos y es importante en el ensamblaje de filamentos y en las interacciones dímero-dímero. El dominio de la cola es el responsable de la integración de los filamentos y de la interacción con otras proteínas y orgánulos.
- Datos: Q425146